# Grünes C
Das Grüne C ist ein Landschaftsprojekt im Rahmen der Regionale 2010 im Ballungsraum Köln-Bonn. Der Name bezieht sich auf die Form des Areals aus der Anfangsphase des Projekts.
Das Gebiet erstreckt sich von der Ville über den Rhein hinweg zum Siegtal und von dort bis zum Siebengebirge; ein Landschaftsraum, der den Naturpark Rheinland im Westen mit dem Naturpark Siebengebirge im Osten verbindet und aus vielen unterschiedlichen Elementen besteht. Es ist Teil eines großräumigen Verbundsystems aus Grüngürteln und Landschaftskorridoren, das im Rahmen des so genannten „Masterplan Grün“ als Kulturlandschaftsnetzwerk entwickelt werden soll. Das Projekt wurde durch das Bundesministerium für Verkehr, Bau und Stadtentwicklung, durch das Land Nordrhein-Westfalen und die Europäische Union gefördert.
Den Rahmen für das Gebiet bilden auf der linken Rheinseite Bonn, Alfter und Bornheim, auf der rechten Niederkassel, Troisdorf und Sankt Augustin. Die sechs Städte und der Rhein-Sieg-Kreis hatten in der Planungsphase das gemeinsame Ziel, den betreffenden Landschaftsraum zu schützen, das Ausufern der Siedlungsflächen in die Kulturlandschaft zu begrenzen und die umgebenden Freiräume zu sichern.

## Die Landschaftsräume

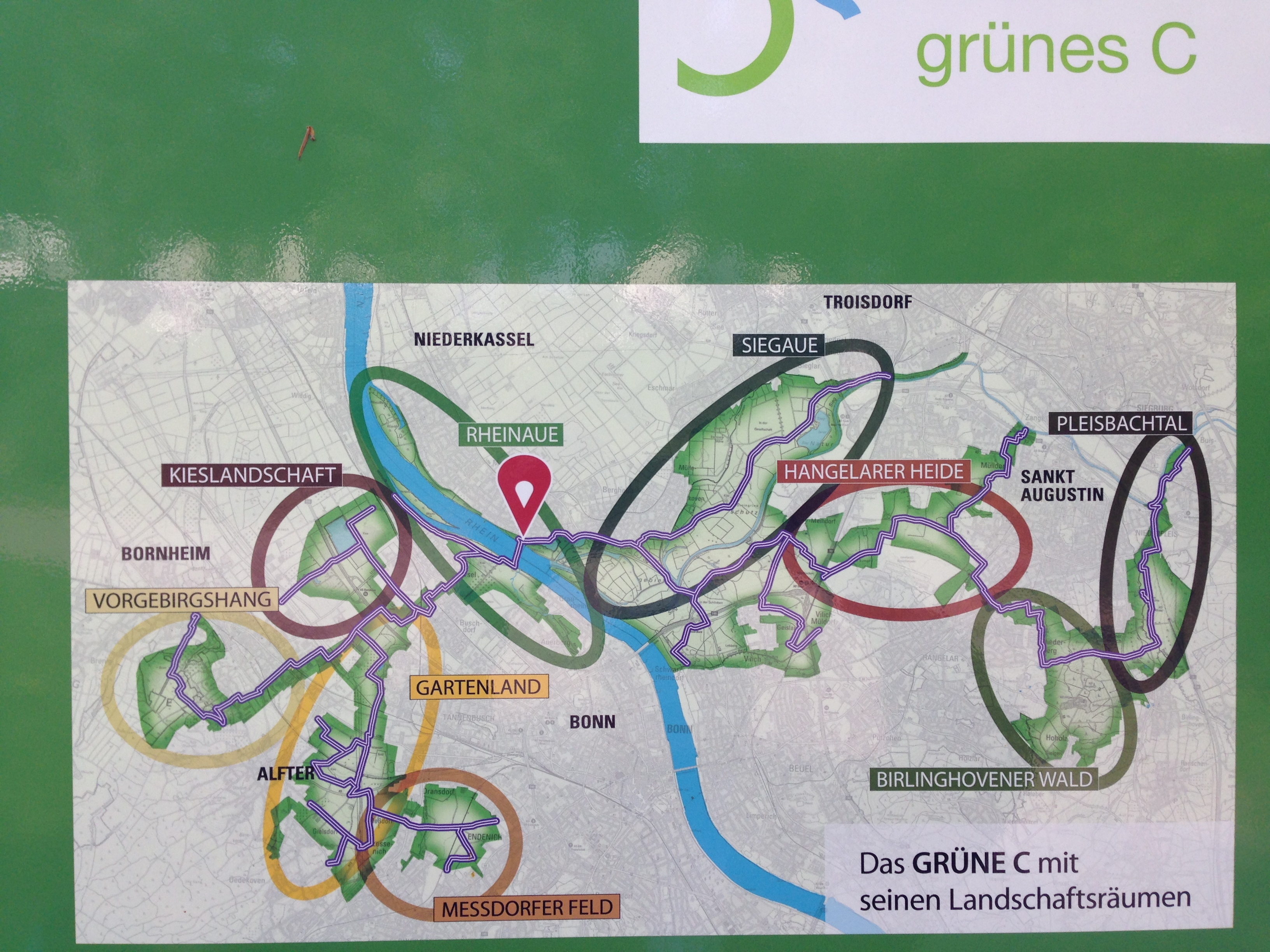
Grünes C – Übersichtstafel

Das Grüne C lässt sich in neun unterschiedliche Landschaftsräume unterteilen:
- das „Meßdorfer Feld“ in Bonn
- das „Gartenland“ zwischen Alfter, Bonn und Bornheim
- der „Vorgebirgshang“ zwischen Alfter und Bornheim
- die „Kieslandschaft“ in Bornheim
- die „Rheinaue“ in Niederkassel
- die „Siegaue“ in Troisdorf
- die „Hangelarer Heide“ zwischen Sankt Augustin und Troisdorf
- der „Birlinghovener Wald“ in Sankt Augustin
- das „Pleisbachtal“ in Sankt Augustin.

Die vier linksrheinischen Landschaftsräume sind landwirtschaftlich geprägt: das Meßdorfer Feld, das Gartenland, der Vorgebirgshang und die Kieslandschaft.
Die vier rechtsrheinischen Räume sind deutlich stärker von Wiesen- und Auenlandschaften bestimmt: die Siegaue, die Hangelarer Heide, der Birlinghover Wald und das Pleisbachtal.
Der neunte Raum – im Zentrum gelegen – ist der Rhein mit unmittelbar angrenzenden Auenbereichen.
Mit dem Grünen C entsteht eine durchgehende Wegeverbindung, hier auch als „Link“ bezeichnet, der die unterschiedlichen Landschaftsräume miteinander verbindet. Es soll eine Art Park der Kulturlandschaften entstehen, mit dem Ziel, den Freizeitnutzen der Gegend zu erhöhen und die Natur in ihrer Vielfalt zu schützen.
Insgesamt umfassen die Räume eine Fläche von 37 km2.

## Der Rahmenplan und das Schlüsselprojekt „Mondorfer Fähre“

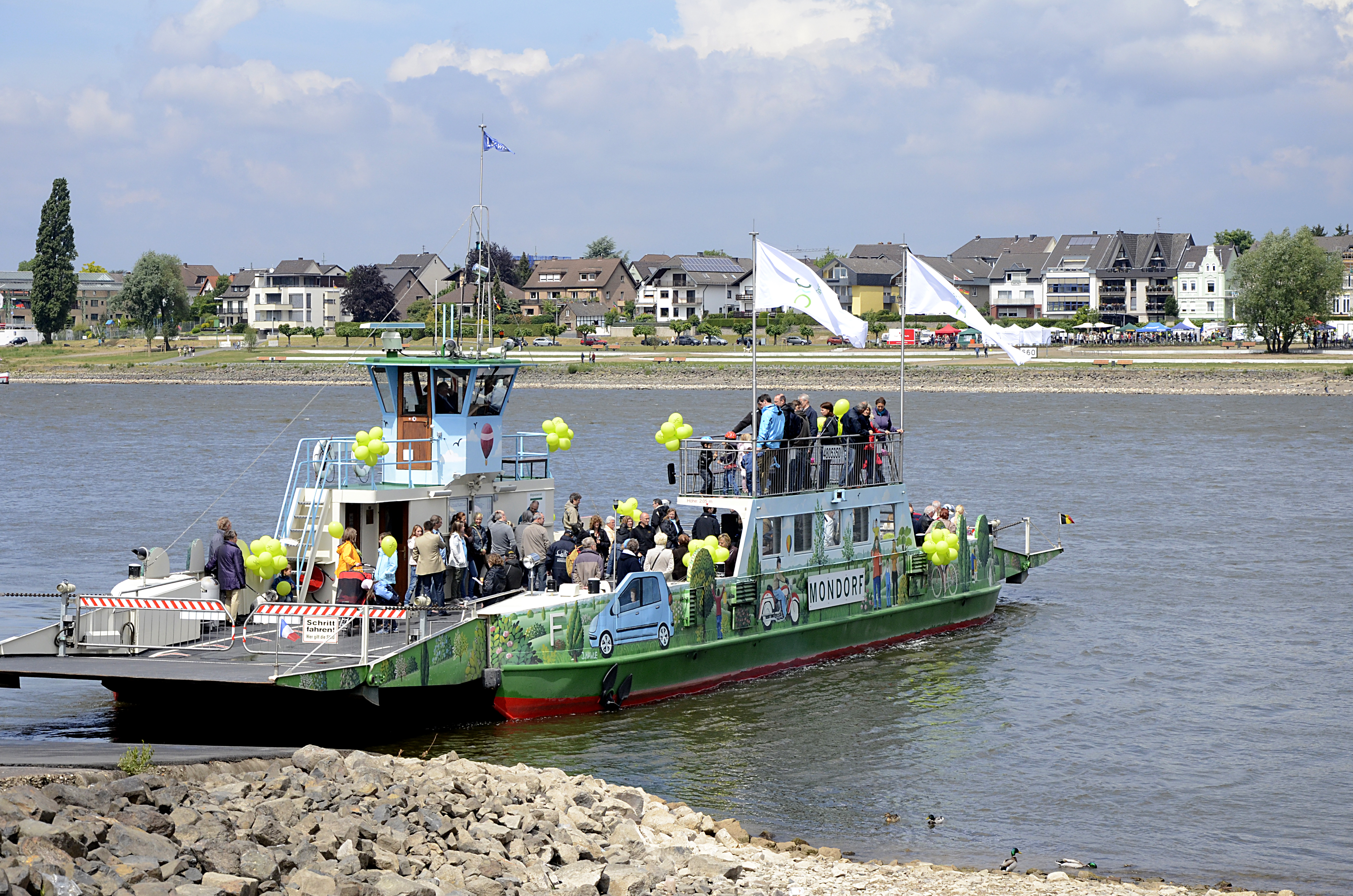
Brückenschlag Grünes C, Mondorfer Fähre

Für die Gestaltung des Grünen C gibt es einen Rahmenplan, der das gesamte Gebiet umfasst, sowie viele Teilpläne für einzelne Standorte. Einige Projekte sind bereits realisiert oder gerade im Bau, allen voran die beiden Uferbereiche der Anlegestellen der Mondorfer Fähre. Dies ist das Schlüsselprojekt für das Grüne C, da es den Brückenschlag über den Rhein symbolisiert und eine durchgehende Wegeverbindung durch die Landschaft ermöglicht.
Das zweite wichtige Element ist der Ausbau und die Ergänzung der vorhandenen Wege zu einer durchgängigen Wander- und Radwegverbindung von der Ville bis zum Siebengebirge. Dieses Wegesystem, der „Link“, verbindet die unterschiedlichen Landschaftsräume und verknüpft sie zu einem Park der Landschaften.
Weitere wichtige Bausteine des Projekts sind die so genannten „Tore“, gestaltete Übergänge zwischen Landschaft und Stadt – und die „Stationen“: besondere Orte mit individueller Gestaltung.

## Der Link
Der „Link“ – ein Wegesystem durch das Grüne C – verbindet die drei Landschaften Naturpark Rheinland im Westen, Naturpark Siebengebirge im Südosten und das Naturschutzgebiet Siegaue miteinander.
Das Wegesystem beginnt am Rhein an den Anlegestellen der Mondorfer Fähre und dehnt sich „wurzelartig“ in die links- und rechtsrheinischen Landschaften aus. Der Link verläuft überwiegend auf bereits vorhandenen Wegen, die partiell ausgebaut und
erneuert werden. Der Link hat eine Länge von etwa 61 Kilometern.

## Die Elemente des Links
Der Link integriert unterschiedliche Elemente. Diese sollen einerseits den Verlauf des Links kenntlich machen, andererseits Informationen über das Projekt und die Umgebung vermitteln.

### Begleitende Baumreihen
Der Link als Wegesystem durch das Grüne C soll durch Baumreihen mit ortstypischen Baumarten (z. B. Weiden oder Säulenpappeln) begleitet werden.

### Tore mit Informationstafeln
Unterschiedlich gestaltete „Baumtore“ und dazu gestellte Informationstafeln sollen Zugänge zu Siedlungsräumen bzw. die Eingänge ins Grüne C verdeutlichen. Die Baumtore sind in vier verschiedenen Größen vorgesehen. Die Tafeln enthalten Informationen zum benachbarten Ort und zur angrenzenden Landschaft.

### Kilometrierung
Die Kilometrierung des Links beginnt am Rhein (Kilometer 0) im Bereich der Mondorfer Fähre. Von dort wird jeder weitere Kilometer des Links, der sich links- und rechtsrheinisch jeweils in die umliegenden Landschaftsräume erstreckt, im Oberflächenbelag markiert.

### Markierungselemente
Vor und hinter jeder Kreuzung werden jeweils zwei Markierungselemente eingelassen. Die zum Rhein führende Wegerichtung wird mit der Inschrift „Rhein“ kenntlich gemacht, die gegenüberliegende Markierung verweist mit einer Inschrift auf den Namen des nächstliegenden Ortes.

### Stationen
Entlang des Links sind in unregelmäßigen Abständen Stationen vorgesehen. Es sind zum Teil überdachte Sitzgelegenheiten. An jeder Station ist eine Informationstafel angebracht, die einerseits allgemeine Informationen zum Landschaftsraum und andererseits zu Besonderheiten der direkten Umgebung darstellen. Einige Landschaftspartien des Grünen C sind es wert, von einem höheren Standpunkt aus betrachtet zu werden. Der hierfür entwickelte Hochstand bietet einen Überblick bzw. die Möglichkeit zur Naturbeobachtung, andererseits stellt dieser, ebenso wie die begleitende Baumreihe, auch eine weithin sichtbare Markierung des Link dar.

## Die Einzelprojekte
In den Kommunen Alfter, Bonn, Bornheim, Niederkassel, Sankt Augustin und Troisdorf werden im Rahmen des Grünen C verschiedene Einzelprojekte umgesetzt. Die beteiligten Kommunen, das Bundesministerium für Verkehr, Bau und Stadtentwicklung, das Land Nordrhein-Westfalen und die Europäische Union haben einen sogenannten „Masterplan Grün“ formuliert; an diesem Regelwerk orientieren sich folgende Einzelmaßnahmen:
- die „Grüne Mitte“ in Sankt Augustin
- der „Generationen-Parcours“ in Sankt Augustin
- die „Gärten der Nationen“ in Sankt Augustin
- der „Siegauen-Wanderparkplatz“ in Troisdorf
- der „Fischlehrpfad“ in Troisdorf
- die „Renaturierung Rheidter Werth“ in Niederkassel
- die „Mondorfer Fähre“ in Niederkassel und Bonn
- die „Villa Rustica“ in Bornheim
- der „Grünzug Buschdorf-Rosenfeld“ in Bonn

## Kritik
Die Gesamtkosten von 18,6 Mio. €, aber auch die Gestaltung des Grünen C, insbesondere auch die Beschilderung der Wege stoßen bei Teilen der Bevölkerung und auch bei einigen Politikern auf heftige Kritik. Nachdem die Richtungspfeile teilweise in die falsche Richtung wiesen, wurde nachgebessert. Die Verwaltung ist der Auffassung, dass die Planersprache, die dem Grünen C zugrunde liegt, nicht immer dem nutzenden Bürger transparent und verständlich erscheint. Ein allgemeines Problem stellt Vandalismus für die neuen Einrichtungen dar. Auch die Aufstellung der Stationen und der Hochstände stößt auf Widerstand. Trotz der hohen Kosten ist z. B. die Qualität der verwendeten Fahnen an den Elementen so schlecht, dass nach einem Jahr überall nur noch „Fetzen“ baumeln. Die Fahnenmasten wurden 2015 weitgehend wieder abgebaut. Kritisiert wird weiterhin mangelnde Barrierefreiheit.
Die Kritik der Anwohner und langjährigen Nutzer der öffentlichen Räume kamen insbesondere in der Bauphase in zahlreichen Leserbriefen zum Ausdruck. Schließlich prangerte das Schwarzbuch des Bundes der Steuerzahler das Grüne C als Steuerverschwendung an, was auch zu überregionaler Aufmerksamkeit führte. In Extra 3 vom 11. Februar 2015 und der Sendung Mario Barth deckt auf! vom 19. November 2014 wurden kurze Berichte über das Projekt gezeigt.
Nach Abschluss des Projekts und Vorlage des Evaluierungsberichts sehen die Akteure aus Politik und Verwaltung das Projekt als Erfolg und „Beispiel für gelungene interkommunale Kooperation“. Sie räumen jedoch Mängel in der Öffentlichkeits- und Kommunikationsarbeit der beteiligten Kommunen ein, dadurch sähe die Öffentlichkeit „die wirklichen Errungenschaften, wie eben die Freiraumsicherung“, nicht.
Der BUND bemängelt, dass die Schutzkategorie Landschaftsschutz bei weitem nicht ausreicht, um eine fortschreitende Bebauung der in stark zersiedeltem Gebiet liegenden C-Fläche als Biotopverbund zu verhindern. Einzelne Bauprojekte wurden bereits genehmigt. Um dem  Projektziel „Freiraumschutz“ gerecht zu werden, sollte die Fläche unter Naturschutz gestellt werden.
Die KlimaExpo.NRW, eine Initiative der nordrhein-westfälischen Landesregierung für Innovation, Bildung und Klimaschutz, hat das Projekt Grünes C als Vorreiter für den Klimaschutz ausgezeichnet.